# Acoustic Strawbs - Live at Hampton Court Palace
Acoustic Strabs Live at Hampton Court Palace is een Livealbum op dvd van Acoustic Strawbs, zijnde een van de verlengstukken binnen Strawbs. Strabs kende in haar begindagen veel akoestische muziek, ging toen over naar progressieve rock, maar in de eerste jaren van de 21e eeuw was er kennelijk het verlangen om weer akoestisch te spelen. Daartegenover stond één ex-bandlid, die een tegenovergesteld muziekpad op ging: Rick Wakeman. Die Rick Wakeman speelde op 1 en 2 mei 2009 zijn The Six Wives of Henry VIII – Live at Hampton Court Palace album vol en de Acoustic Strawbs zat in zijn voorprogramma. Het gaf een vreemde aanblik, een voorprogramma van drie man met gitaar/banjo op een gigantisch podium voor het enorme Hampton Court Palace. 

## Musici
- Dave Cousins – gitaar, zang, banjo
- Dave Lambert – gitaar, zang
- Chas Cronk – gitaar, zang, pedalenwerk

met
- Rick Wakeman – toetsinstrumenten

## Muziek
| Nr. | Titel                                                          | Duur |
| --- | -------------------------------------------------------------- | ---- |
| 1.  | Lay down (Acoustic Strawbs/video)                              |      |
| 2.  | New world (Acoustic Strawbs/video)                             |      |
| 3.  | Shine on silver star (Acoustic Strawbs/video)                  |      |
| 4.  | Midnight sun (Acoustic Strawbs/video)                          |      |
| 5.  | Ghosts (Acoustic Strawbs/video)                                |      |
| 6.  | A glimpse of heaven (Acoustic Strawbs/video)                   |      |
| 7.  | Witchwood (Acoustic Strawbs met Wakeman/audio)                 |      |
| 8.  | We’ll meet again some day (Acoustic Strawbs met Wakeman/audio) |      |
| 9.  | A glimpse of heaven (Acoustic Strawbs met Wakeman/audio)       |      |
| 10. | Oh how she changed (Acoustic Strawbs met Wakeman/audio)        |      |
| 11. | Oh how she changed (Acoustic Strawbs/video)                    |      |

De dvd sluit af met een inleiding tot Wakemans livealbum.